# República federal

Estados federais do mundo

Uma república federal (ou república federativa) é um Estado que estruturalmente é simultaneamente uma Federação e uma República.
Uma federação é um estado composto por determinado número de regiões com governo próprio (chamados de "estados") e unidas sob um governo federal. Numa federação que ao contrário do que acontece num estado unitário, o direito de autogoverno de cada região autónoma está consignado constitucionalmente e não pode ser revogado por uma decisão unilateral do governo central. O uso do termo "república" talvez seja inconsistente mas, no mínimo, indica um Estado em que o chefe de estado não é um monarca.
Em uma república federal, há uma divisão de poderes entre o governo federal e o governo das subdivisões individuais. Embora cada república federal administre esta divisão de poderes de maneira diferente, questões comuns relacionadas à segurança e defesa e política monetária são geralmente tratadas em nível federal, enquanto questões como manutenção de infraestrutura e política educacional são geralmente tratadas em nível regional ou local. No entanto, os pontos de vista diferem em quais questões devem ser uma competência federal, e as subdivisões geralmente têm soberania em alguns assuntos em que o governo federal não tem jurisdição. Uma república federal é assim melhor definida em contraste com uma república unitária, em que o governo central tem total soberania sobre todos os aspectos da vida política. Essa estrutura mais descentralizada ajuda a explicar a tendência de países mais populosos operarem como repúblicas federais.
Cinco estados descrevem-se explicitamente como repúblicas federais. São eles a República Federal da Alemanha, a República Federal da Nigéria, a República Democrática Federal da Etiópia, a República Democrática Federal do Nepal e a República Federal da Somália. Uma variante próxima é o termo "república federativa" que aparece na designação oficial do Brasil. Nem todas as federações são repúblicas. Por exemplo o Canadá, a Austrália e a Malásia são reinos federais sob a forma de monarquias constitucionais.

## Lista de repúblicas federais
| Federação                       | Nome oficial                             | Estados/províncias                             | Distritos/territórios                   |
| ------------------------------- | ---------------------------------------- | ---------------------------------------------- | --------------------------------------- |
| Alemanha                        | República Federal da Alemanha            | 16 estados                                     |                                         |
| Argentina                       | República Argentina                      | 23 províncias                                  | 1 cidade autônoma                       |
| Áustria                         | República da Áustria                     | 9 estados                                      |                                         |
| Bósnia e Herzegovina            | Bósnia e Herzegovina                     | 2 entidades                                    | 1 distrito sob supervisão internacional |
| Brasil                          | República Federativa do Brasil           | 26 estados                                     | 1 distrito federal                      |
| Comores                         | União das Comores                        | 3 ilhas                                        |                                         |
| Etiópia                         | República Federal Democrática da Etiópia | 9 regiões                                      | 2 cidades autónomas                     |
| Estados Unidos                  | Estados Unidos da América                | 50 estados                                     | 7 territórios, 1 distrito federal       |
| Índia                           | República da Índia                       | 28 estados                                     | 7 territórios da união                  |
| Iraque                          | República do Iraque                      | 18 regiões                                     |                                         |
| México                          | Estados Unidos Mexicanos                 | 31 estados                                     | 1 capital                               |
| Estados Federados da Micronésia | Estados Federados da Micronésia          | 4 estados                                      |                                         |
| Nepal                           | República Democrática Federal do Nepal   | Ainda não decidiu pela assembleia constituinte |                                         |
| Nigéria                         | República Federal da Nigéria             | 36 estados                                     | 1 território                            |
| Paquistão                       | República islâmica do Paquistão          | 4 províncias                                   | 2 territórios                           |
| Rússia                          | Federação Russa                          | [85] Subdivisões da Rússia                     | 2 cidades federais                      |
| Sudão                           | República do Sudão                       | 16 estados                                     |                                         |
| Sudão do Sul                    | República do Sudão do Sul                | 28 estados                                     |                                         |
| Suíça                           | Confederação Suíça                       | 26 cantões                                     |                                         |
| Venezuela                       | República Bolivariana da Venezuela       | 23 estados, 1 dependência federal              | 1 distrito capital                      |